# Metaqualone
Il metaqualone, noto anche con il suo nome commerciale Quaalude, è un farmaco con azione sedativa-ipnotica, simile agli effetti di un barbiturico, ma diverso da quest'ultimo (appartiene alla classe dei 4-quinazolinoni), che causa la depressione del sistema nervoso centrale.
Fu usato soprattutto negli anni sessanta e settanta come ipnotico per il trattamento dell'insonnia, e come sedativo e miorilassante. È stato inoltre usato illegalmente a scopo ricreativo. In Nord America è conosciuta un'associazione di metaqualone (250 mg) con la difenidramina (5 mg), con il nome di Mandrax. Almeno dal 2001, ma alcune fonti riportano addirittura i tardi anni ottanta, il Mandrax è stato largamente utilizzato in Sudafrica, paese in cui sono conosciute con il nome di "smarties", "pillole geluk" (che significa "pillole della felicità") o "buttons" ("bottoni", per le piccole dimensioni delle pillole). Commercialmente era noto e venduto come Lemmon 714.

## Storia
Il metaqualone fu sintetizzato per la prima volta in India nel 1951 da Indra Kishore Kacker e Syed Hussain Zaheer. Nel 1965 era il sedativo maggiormente prescritto nel Regno Unito, dove era venduto legalmente con i nomi Malsed, Malsedin e Renoval. Nello stesso anno fu messo in commercio il Mandrax da parte dei Rousell Laboratories. Esso divenne un popolare stupefacente noto anche con i nomi di "mandrake" o "mandies". Nel 1972, era al 6º posto fra i sedativi più venduti in USA in cui era venduto con il nome commerciale Quaalude (all'epoca il "luding out" era un popolare passatempo nei college).

## Effetti
Gli effetti possono includere euforia, sonnolenza, diminuzione della frequenza cardiaca e respiratoria, incremento del desiderio sessuale (afrodisia), parestesie (intorpidimento delle dita delle mani e dei piedi). Dosi maggiori possono portare alla depressione respiratoria, disartria, cefalea e fotofobia (dolore agli occhi quando esposti alla luce).
Un sovradosaggio può causare delirio, convulsioni, ipertonia, iperreflessia, vomito, insufficienza renale, coma e morte tramite arresto cardiaco o respiratorio. Tale effetto è simile ad un avvelenamento da barbiturici, ma con incremento delle difficoltà motorie e una minore incidenza di depressione cardiaca o respiratoria. La tossicità viene trattata con diazepam e altri anticonvulsivanti.

## Utilizzo come stupefacente

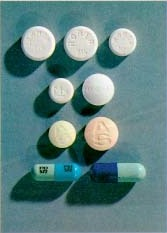
Pillole e capsule di Quaalude

Il Quaalude divenne sempre più popolare nel mondo della tossicodipendenza verso la fine degli anni sessanta e i primi anni settanta. Questa droga venne sottoposta a sempre maggiori restrizioni in Gran Bretagna con il Misuse of Drugs Act 1971 e negli Stati Uniti a partire dal 1973, Syd Barrett fondatore dei Pink Floyd ne faceva uso sul finire degli anni 60. Essa poi venne ritirata dal commercio in molti Paesi negli anni ottanta, diventando una droga di prima classe negli Stati Uniti nel 1984. Anthony Kiedis, cantante dei Red Hot Chili Peppers, nella sua autobiografia racconta di averne fatto spesso uso per rimediare alla mancanza di eroina. Nel 1972 a Londra aveva causato la morte del musicista Billy Murcia, il batterista dei New York Dolls, annegato nella vasca da bagno in cui lo avevano immerso i suoi amici per svegliarlo dal torpore causato dal mix di Mandrax e alcol. Lo stesso John Belushi faceva ampio utilizzo di Quaalude, come si evince dalla biografia redatta da Bob Woodward.
Nella metà degli anni settanta divenne popolare fumare metaqualone, sia da solo sia associato ad altre sostanze illegali. A causa della presenza di ingredienti e leganti inerti presenti nelle pillole che fumati diventavano tossici, questa pratica venne duramente denunciata dalla comunità medica in quanto provocava seri rischi per la salute. Fumare le pillole di metaqualone poteva causare l'enfisema e altre malattie polmonari croniche, in particolare la talcosi.
I quaalude sono menzionati nel film Scarface del 1983, quando il personaggio di Al Pacino, Tony Montana, dice: "Un altro quaalude... lei mi amerà di nuovo". I quaalude sono ampiamente citati anche nel film del 2013 The Wolf of Wall Street. Molte canzoni si riferiscono anche al Quaalude, tra cui: "Time" di David Bowie ("Time, in quaaludes and red wine") e "Rebel Rebel" ("You got your cue line/And a handful of 'ludes"); "Cosmic Doo Doo" del cantautore country americano Blaze Foley ("Got some quaaludes in their purse"); "That Smell" dei Lynyrd Skynyrd ("Can't speak a word when you're full of 'ludes"); "Flakes" di Frank Zappa ("Wanna buy some mandies, Bob?"); "Straight Edge" dei Minor Threat ("Laugh at the thought of eating 'ludes"); e "Kind of Girl" di French Montana ("That high got me feelin' like Quaaludes from Wolf of Wall Street"). È utilizzato anche da Patrick Melrose nel romanzo di Edward St Aubyn del 1992 "Bad News".

### Sudafrica
Il metaqualone è largamente utilizzato in Sudafrica, dove è comunemente noto come Mandrax, M-pills o smarties; non viene assunto oralmente, bensì triturato e mescolato in una pipa insieme alla marijuana. Il basso prezzo (corrispondente a circa 2 euro e mezzo) unitamente alla facile reperibilità ed economicità lo rende, insieme alla metanfetamina e il temazepam, la preferita fra le droghe pesanti nei bassi ceti della società sudafricana.